# La Higuera (Bolívia)
La Higuera (em português A Figueira) é uma pequena aldeia na Bolívia, situada no departamento de Santa Cruz, cerca de 150 quilômetros a sudoeste de Santa Cruz de la Sierra. La Higuera está a uma altitude de 1950 metros acima do nível do mar, e a sua população, de acordo com o censo de 2001, é de 119 habitantes, a maioria indígenas de etnia guarani. La Higuera faz parte do município de Pucará.
A 8 de outubro de 1967, o guerrilheiro argentino Che Guevara foi ferido e preso pelas Forças Armadas Bolivianas numa ravina próxima da aldeia, chamada Quebrada del Churo, pondo fim à sua luta pelo socialismo na América do Sul. Che Guevara ficou detido numa escola, onde foi executado no dia seguinte. O corpo foi então levado para Vallegrande, onde foi exposto e depois enterrado secretamente na pista do aeroporto.
Um monumento ao "El Che" e um memorial na antiga escola são as principais atracções turísticas da área. La Higuera faz parte da "Ruta del Che" (Rota de Che), que foi inaugurada em 2004.